# Liste der ehemaligen Gemeinden in der Provinz Fryslân
Die Liste der ehemaligen Gemeinden in der Provinz Fryslân enthält eine Liste mit den aufgelösten Gemeinden der niederländischen Provinz Fryslân.

## Alphabetische Reihenfolge

### Gemeindenamen mit De, Den, Het, ’s-, ’t, Ten und Ter
Bei Gemeinden, deren Namen mit De, Den, Het, ’s-, ’t, Ten oder Ter beginnen, wird dieser Vorsatz bei der alphabetischen Eingliederung nicht berücksichtigt. So steht z. B. Den Bommel zwischen Bolsward und Bommenede.

### Buchstabenfolge IJ
Die Buchstabenfolge IJ bzw. ij wird innerhalb der alphabetischen Reihenfolge wie Y bzw. y behandelt, steht also wie Y zwischen X und Z. Kommen beide Versionen bei ansonsten gleichen Buchstaben vor (z. B.: Bergeyk <> Bergeijk), steht die Version mit ij hinter der mit y.

## Ehemalige Gemeinden
| CBS-Code   | aufgelöste Gemeinde                | jetzige Gemeindezugehörigkeit |
| ---------- | ---------------------------------- | --- |
| 1006       | Aengwirden                         | De Fryske Marren |
|            | Anjum                              | Noardeast-Fryslân |
|            | Arum                               | Súdwest-Fryslân |
|            | Augustinusga                       | Achtkarspelen |
| 0061       | Baarderadeel                       | Leeuwarden, Winsum: Waadhoeke |
| 0062       | Barradeel                          | Waadhoeke, Wijnaldum: Harlingen |
|            | Beetsterzwaag                      | Opsterland |
|            | Bergum                             | Tytsjerksteradiel |
|            | Berlikum                           | Waadhoeke |
|            | Blija                              | Noardeast-Fryslân |
| 0055       | Boarnsterhim                       | Terherne: De Fryske Marren, Akkrum, Aldeboarn und Nes: Heerenveen, Eagum, Friens, Grou, Idaerd, Jirnsum, Reduzum, Warstiens, Warten und Wergea: Leeuwarden, Dearsum, Poppenwier, Raerd, Sibrandabuorren und Tersoal: Súdwest-Fryslân                                                                                  |
| 0064       | Bolsward                           | Súdwest-Fryslân |
| 0057       | Boornsterhem                       | Terhorne: De Fryske Marren, Akkrum, Nes und Oldeboorn: Heerenveen, Aegum, Friens, Grouw, Idaard, Irnsum, Roordahuizum, Warga, Warstiens und Wartena: Leeuwarden, Deersum, Poppingawier, Rauwerd, Sijbrandaburen und Terzool: Súdwest-Fryslân                                                                          |
|            | Bozum                              | Súdwest-Fryslân |
|            | Buitenpost                         | Achtkarspelen |
| 0065       | Dantumadeel                        | Dantumadiel |
|            | Dantumawoude                       | Dantumadiel |
| 0066       | Dokkum                             | Noardeast-Fryslân |
| 0058       | Dongeradeel                        | Noardeast-Fryslân |
| 0067       | Doniawerstal                       | De Fryske Marren, Koufurderrige: Súdwest-Fryslân |
|            | Drachten                           | Smallingerland |
|            | Dronrijp                           | Waadhoeke |
|            | Ferwerd                            | Noardeast-Fryslân |
| 0068       | Ferwerderadeel                     | Noardeast-Fryslân |
| 1722       | Ferwerderadiel                     | Noardeast-Fryslân |
| 0069       | Franeker                           | Waadhoeke |
| 0070       | Franekeradeel                      | Waadhoeke |
| 0653       | Gaasterlân-Sleat                   | De Fryske Marren |
| 0071       | Gaasterland                        | De Fryske Marren |
|            | Gorredijk                          | Opsterland |
|            | Grouw                              | Leeuwarden |
|            | Hallum                             | Noardeast-Fryslân |
|            | Hardegarijp                        | Tytsjerksteradiel |
|            | Haske                              | De Fryske Marren |
| 0073       | Haskerland                         | De Fryske Marren, Haskerdijken: Heerenveen |
|            | Heeg                               | Súdwest-Fryslân |
| 0075       | Hemelumer Oldeferd                 | Elahuizen, Kolderwolde und Oudega: De Fryske Marren, Heidenschap, Hemelum, Koudum, Molkwerum und Warns: Súdwest-Fryslân |
| 1260       | Hemelumer Oldephaert en Noordwolde | Elahuizen, Kolderwolde und Oudega: De Fryske Marren, Heidenschap, Hemelum, Koudum, Molkwerum und Warns: Súdwest-Fryslân |
| 0076       | Hennaarderadeel                    | Súdwest-Fryslân, Baaium, Spannum und Wjelsryp: Waadhoeke |
| 0063       | Het Bildt                          | Waadhoeke |
| 0077       | Hindeloopen                        | Súdwest-Fryslân |
|            | Holwerd                            | Noardeast-Fryslân |
|            | Huizum                             | Leeuwarderadeel |
| 0078       | Idaarderadeel                      | Leeuwarden |
|            | Ie                                 | Noardeast-Fryslân |
|            | Jelsum                             | Leeuwarderadeel |
|            | Jorwerd                            | Leeuwarden |
|            | Joure                              | De Fryske Marren |
|            | De Knijpe                          | Heerenveen |
|            | Kollum                             | Noardeast-Fryslân |
| 0079       | Kollumerland en Nieuwkruisland     | Noardeast-Fryslân |
|            | Koudum                             | Súdwest-Fryslân |
| 0081       | Leeuwarderadeel                    | Leeuwarden |
|            | Lemmer                             | De Fryske Marren |
| 0082       | Lemsterland                        | De Fryske Marren |
|            | Lippenhuizen                       | Opsterland |
| 0103       | Littenseradeel                     | Baard, Bears, Easterlittens, Hilaard, Húns, Jellum, Jorwert, Leons, Mantgum und Weidum: Leeuwarden, Boazum, Britswert, Easterein, Easterwierrum, Hidaard, Hinnaard, Iens, Itens, Kûbaard, Lytsewierrum, Reahûs, Rien, Waaksens, Wiuwert und Wommels: Súdwest-Fryslân, Baaium, Spannum, Winsum und Wjelsryp: Waadhoeke |
| 0140       | Littenseradiel                     | Baard, Bears, Easterlittens, Hilaard, Húns, Jellum, Jorwert, Leons, Mantgum und Weidum: Leeuwarden, Boazum, Britswert, Easterein, Easterwierrum, Hidaard, Hinnaard, Iens, Itens, Kûbaard, Lytsewierrum, Reahûs, Rien, Waaksens, Wiuwert und Wommels: Súdwest-Fryslân, Baaium, Spannum, Winsum und Wjelsryp: Waadhoeke |
|            | Makkum                             | Súdwest-Fryslân |
|            | Marrum                             | Noardeast-Fryslân |
|            | Marsum                             | Waadhoeke |
|            | Menaldum                           | Waadhoeke |
| 0083       | Menaldumadeel                      | Waadhoeke |
| 1908       | Menameradiel                       | Waadhoeke |
|            | Metslawier                         | Noardeast-Fryslân |
|            | Mildam                             | Heerenveen |
|            | Minnertsga                         | Waadhoeke |
|            | Nes                                | Noardeast-Fryslân |
|            | Noordwolde                         | Weststellingwerf |
| 0104       | Nijefurd                           | Súdwest-Fryslân |
|            | Nijland                            | Súdwest-Fryslân |
|            | Oenkerk                            | Tytsjerksteradiel |
|            | Oldeboorn                          | Heerenveen |
| 0084       | Oostdongeradeel                    | Noardeast-Fryslân |
|            | Oosterend                          | Súdwest-Fryslân |
|            | Oostermeer                         | Tytsjerksteradiel |
|            | Oosterwolde                        | Ooststellingwerf |
|            | Oosterzee                          | De Fryske Marren |
|            | Oudeberkoop                        | Ooststellingwerf |
|            | Oudega                             | Smallingerland |
|            | Rauwerd                            | Súdwest-Fryslân |
| 0086       | Rauwerderhem                       | Súdwest-Fryslân, Irnsum: Leeuwarden |
|            | Rinsumageest                       | Dantumadiel |
|            | Roordahuizum                       | Leeuwarden |
| 0087       | Scharsterland                      | De Fryske Marren |
| 1174       | Schoterland                        | Heerenveen, Delfstrahuizen, Rohel, Rotsterhaule und Rottum: De Fryske Marren |
|            | Sexbierum                          | Waadhoeke |
|            | Sint Annaparochie                  | Waadhoeke |
|            | Sint Jacobiparochie                | Waadhoeke |
|            | Sint Johannesga                    | De Fryske Marren |
| 0051       | Skarsterlân                        | De Fryske Marren |
| 0090       | Sloten                             | De Fryske Marren |
| 0091       | Sneek                              | Súdwest-Fryslân |
|            | Sonnega                            | Weststellingwerf |
| 0092I 1257 | Staveren                           | Súdwest-Fryslân |
| 0092II     | Stavoren                           | Súdwest-Fryslân |
|            | Stiens                             | Leeuwarderadeel |
|            | Surhuizum                          | Achtkarspelen |
|            | Ternaard                           | Noardeast-Fryslân |
| 0094       | Tietjerksteradeel                  | Tytsjerksteradiel |
|            | Tjalleberd                         | De Fryske Marren |
|            | Tjerkwerd                          | Súdwest-Fryslân |
|            | Tjum                               | Waadhoeke |
|            | Ureterp                            | Opsterland |
| 0095       | Utingeradeel                       | Akmarijp, Terhorne und Terkaple: De Fryske Marren, Akkrum, Nes und Oldeboorn: Heerenveen |
|            | Vennwouden                         | Dantumadiel |
|            | Vrouwenparochie                    | Waadhoeke |
| 0097       | Westdongeradeel                    | Noardeast-Fryslân |
|            | Wirdum                             | Leeuwarderadeel |
|            | Witmarsum                          | Súdwest-Fryslân |
|            | Wolvega                            | Weststellingwerf |
|            | Wommels                            | Súdwest-Fryslân |
| 0099       | Wonseradeel                        | Súdwest-Fryslân |
| 0100       | Workum                             | Súdwest-Fryslân |
|            | Woudsend                           | Súdwest-Fryslân |
| 0710       | Wûnseradiel                        | Súdwest-Fryslân |
| 0101       | Wymbritseradeel                    | Súdwest-Fryslân |
| 0683       | Wymbritseradiel                    | Súdwest-Fryslân |
| 0102       | IJlst                              | Súdwest-Fryslân |

## Anzahl der Gemeinden
Die Angabe zum 4. Oktober 1830 bezieht sich auf die Trennung Belgiens von den Niederlanden. Die weiteren Zahlen beziehen sich auf die Situation nach den Reformen zum angegebenen Zeitpunkt.
| Datum      | Gemeinden |
| ---------- | --------- |
| 04.10.1830 | 43        |
| 01.01.1934 | 42        |
| 01.09.1942 | 44        |
| 01.01.1984 | 31        |
| 01.01.2011 | 27        |
| 01.01.2014 | 24        |
| 01.01.2018 | 20        |
| 01.01.2019 | 18        |